# NGC 7382
NGC 7382 ist eine Spiralgalaxie vom Hubble-Typ Sa im Sternbild Kranich am Südsternhimmel. Sie ist schätzungsweise 518 Mio. Lichtjahre von der Milchstraße entfernt und hat einen Durchmesser von etwa 185.000 Lj.
Das Objekt wurde am 1. September 1834 vom britischen Astronomen John Herschel entdeckt.